# Padus virginiana
Padus virginiana là loài thực vật có hoa trong họ Hoa hồng. Loài này được (L.) M. Roem. mô tả khoa học đầu tiên năm 1847.